# Mandevilla pachyphylla
Mandevilla pachyphylla är en oleanderväxtart som beskrevs av R. E. Woodson. Mandevilla pachyphylla ingår i släktet Mandevilla och familjen oleanderväxter. Inga underarter finns listade i Catalogue of Life.